# Lycosa isolata
Lycosa isolata är en spindelart som beskrevs av Bryant 1940. Lycosa isolata ingår i släktet Lycosa och familjen vargspindlar.
Artens utbredningsområde är Kuba. Inga underarter finns listade i Catalogue of Life.